# Herbert Volkmann (Archivar)
Herbert Volkmann (* 22. Juli 1901 in Berlin; † 8. August 1983 in Kleinmachnow) war der Leiter des staatlichen Filmarchivs der DDR. Er spielte eine wichtige Rolle in den Anfangsjahren der DEFA.

## Leben
Der Vater von Volkmann war ein kleiner Verwaltungsbeamter der Stadt Berlin, die Mutter ein Dienstmädchen. Volkmann studierte nach dem Abitur an der Kirschner-Oberrealschule (1921) Malerei und Grafik an den Vereinigten Staatsschulen für freie und angewandte Kunst in Berlin und Soziologie und Staatswissenschaft an den Universitäten in Berlin, Leipzig und Innsbruck. 1923 war er in einer Buchhandlung in Neapel angestellt. In den 1920er Jahren war er Mitglied der Kommunistischen Studentenfraktion (Kostufra) und der Freunde des neuen Russlands und Mitglied der Roten Hilfe Deutschlands sowie 1924 im Reichsausschuss der revolutionären Jugend. Nach der Machtübernahme der Nationalsozialisten (1933) war er Redakteur im Verlag Atlantik und Vertreter für Pressebilder.
Er war seit 1936 in Kontakt mit Harro Schulze-Boysen und Mitglied der Roten Kapelle. Für diese arbeitete er insgeheim 1937 bis 1940 als Redakteur in der Berliner Abteilung von United Press of America, wo er 1939 stellvertretender Hauptschriftleiter und Chef vom Dienst wurde. 1941 wurde er in die Wehrmacht eingezogen, in der er Obergefreiter wurde und im März 1945 desertierte. Von Juni bis August 1945 war er in sowjetischer Kriegsgefangenschaft im Gebiet des heutigen Brandenburg.
Er trat 1945 in die KPD bzw. SED ein und wurde Leiter des Hauptamts für Kunst und Kultur der Deutschen Zentralverwaltung für Volksbildung, zuständig für die DEFA. 1946 war er einer der drei Gesellschafter der neu gegründeten DEFA (mit Alfred Lindemann, Karl Hans Bergmann). In der Stalinzeit war er zunächst Repressalien ausgesetzt bzw. wurde er überprüft als ehemaliges Mitglied der Roten Kapelle (und nochmals 1953/54 im Rahmen des Schauprozesses gegen tschechoslowakische Kommunisten, sog. Slánský-Prozess). 1949 wurde er Leiter der Hauptabteilung Kunst und Literatur im Ministerium für Volksbildung und 1950 Leiter und später Generalsekretär des Kulturfonds der DDR. Er absolvierte ein Fernstudium an der Parteihochschule und wurde 1954 wirtschaftlicher Leiter im Studio Babelsberg der DEFA. 1958 bis 1969 war er Direktor des Staatlichen Filmarchivs Potsdam als Nachfolger von Rudolf Bernstein und Gerhard Karsch. Er war maßgeblich an dessen Aufbau zum damals weltweit zweitgrößten Filmarchiv beteiligt. Nach seiner Pensionierung war er bis 1976 wissenschaftlicher Mitarbeiter im Archiv.
Er war seit 1959 Komitee-Mitglied bei der Fédération Internationale des Archives du Film (FIAF) und wurde deren Ehrenmitglied. 1964 war er Präsident von deren Unterkomitee für Filmkonservierung.
1968 erhielt er das Banner der Arbeit und 1981 den Vaterländischen Verdienstorden.
1977 entstand sein Dokumentarfilm über die Geschichte der DEFA. Er ist im Wochenschau-Film Der Augenzeuge von 1946 als Teilnehmer der zentralen Kulturtagung der KPD in der Liszt-Schule in Berlin-Niederschönhausen zu sehen (Hauptredner Anton Ackermann).

## Schriften
- als Herausgeber: Film-Präservation. Konservierung und Restaurierung von Kinofilmen. Berlin 1963.